# Jeremy Moore
John Jeremy Moore (5 luglio 1928 – 15 settembre 2007) è stato un generale britannico.
Con il grado di Maggior generale, ebbe il comando delle forze di terra britanniche durante la guerra delle Falkland nella primavera 1982 e ricevette la resa delle forze argentine sulle isole.
Fu cavaliere dell'Ordine del bagno e dell'Ordine dell'Impero Britannico e venne insignito della Military Cross.

## Biografia
Proveniente da una famiglia di militari, dopo aver tentato la carriera nella Fleet Air Arm entrò nei Royal Marines nel 1947, dove passò i successivi 36 anni della sua vita militare. 
Guadagnò la prima Military Cross in Malaysia nel novembre 1950, combattendo contro i guerriglieri comunisti. Direttore della Scuola di Musica dei Royal Marines, istruttore presso la scuola sottufficiali, aiutante presso il 45° Commando dal 1957 al 1959 in operazioni di controguerriglia in Cipro ed alla Reale accademia militare di Sandhurst fino al 1962.
Si distinse in varie operazioni nel sud-est asiatico, in particolare nel recupero di ostaggi nella città di Limbang (Borneo) che gli fruttò una barra sulla Military Cross, e successivamente presso la scuola di guerra australiana. Altre operazioni in zona di guerra più o meno dichiarata con la 17ª divisione Gurkha nel Borneo e con il 42° Commando dei Royal Marines in Irlanda del Nord; quest'ultima gli fruttò l'Ordine del Bagno nel 1973.
Poco prima dell'invasione argentina Moore, che era il comandante delle unità di commando dei Royal Marines, si trovò temporaneamente a ricoprire la carica di comandante generale del corpo in quanto il generale Pringle, comandante effettivo era stato ferito da una bomba dell'IRA. Pur essendo prossimo alla pensione, assunse il comando delle forze di sbarco ed eseguì il piano alla cui redazione aveva collaborato prima della sua partenza, rilevando il brigadier generale Julian Thompson sulle isole. Moore mise in atto il piano di attacco, compresa la variante che obbligò le forze inglesi a traversare a piedi le isole, anche a causa della mancanza di elicotteri da trasporto, che erano andati persi con l'affondamento dell'Atlantic Conveyor, fino alla resa del generale Menendez e delle forze occupanti.